# 船弁慶

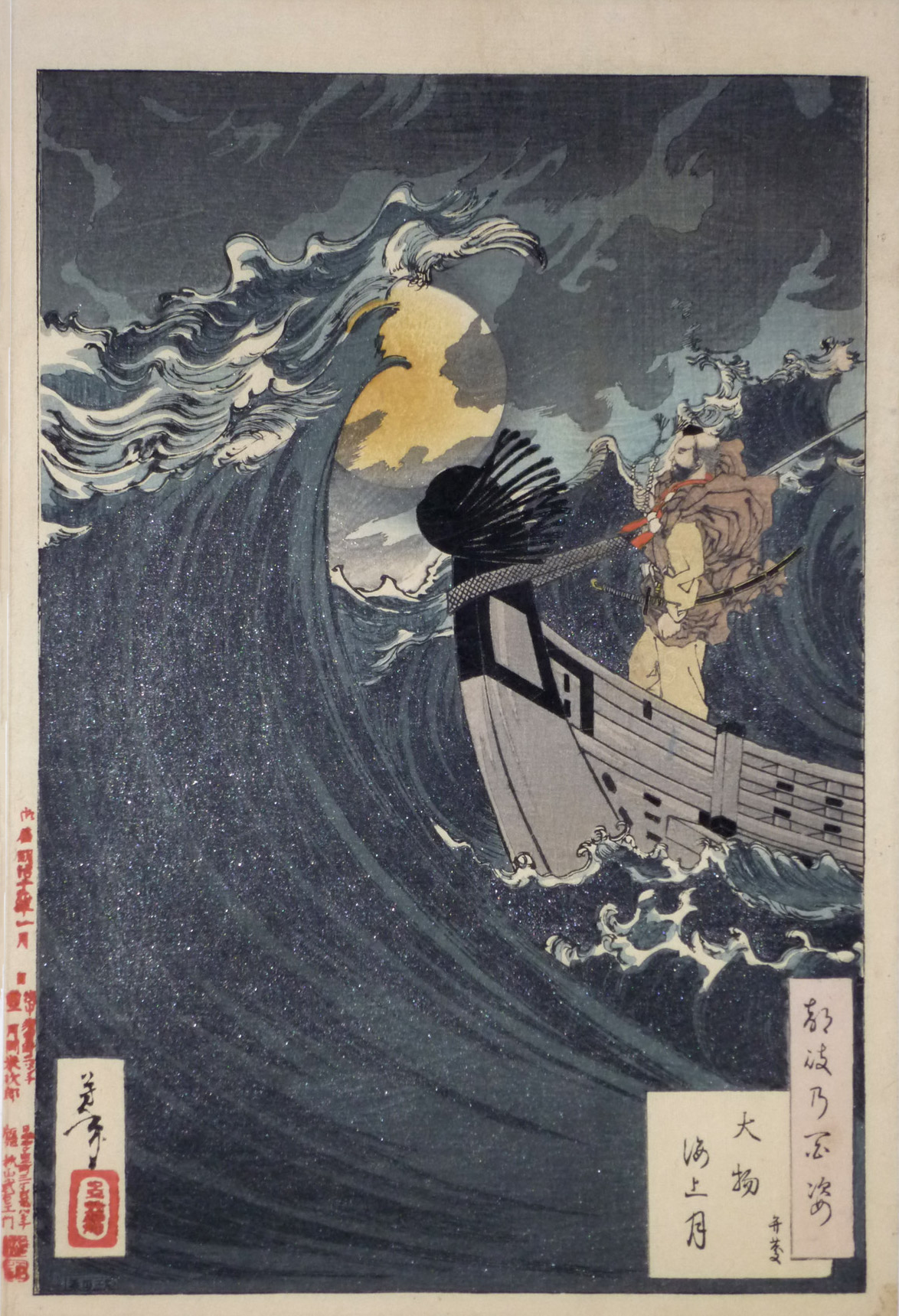
『大物海上月』（月岡芳年『月百姿』）

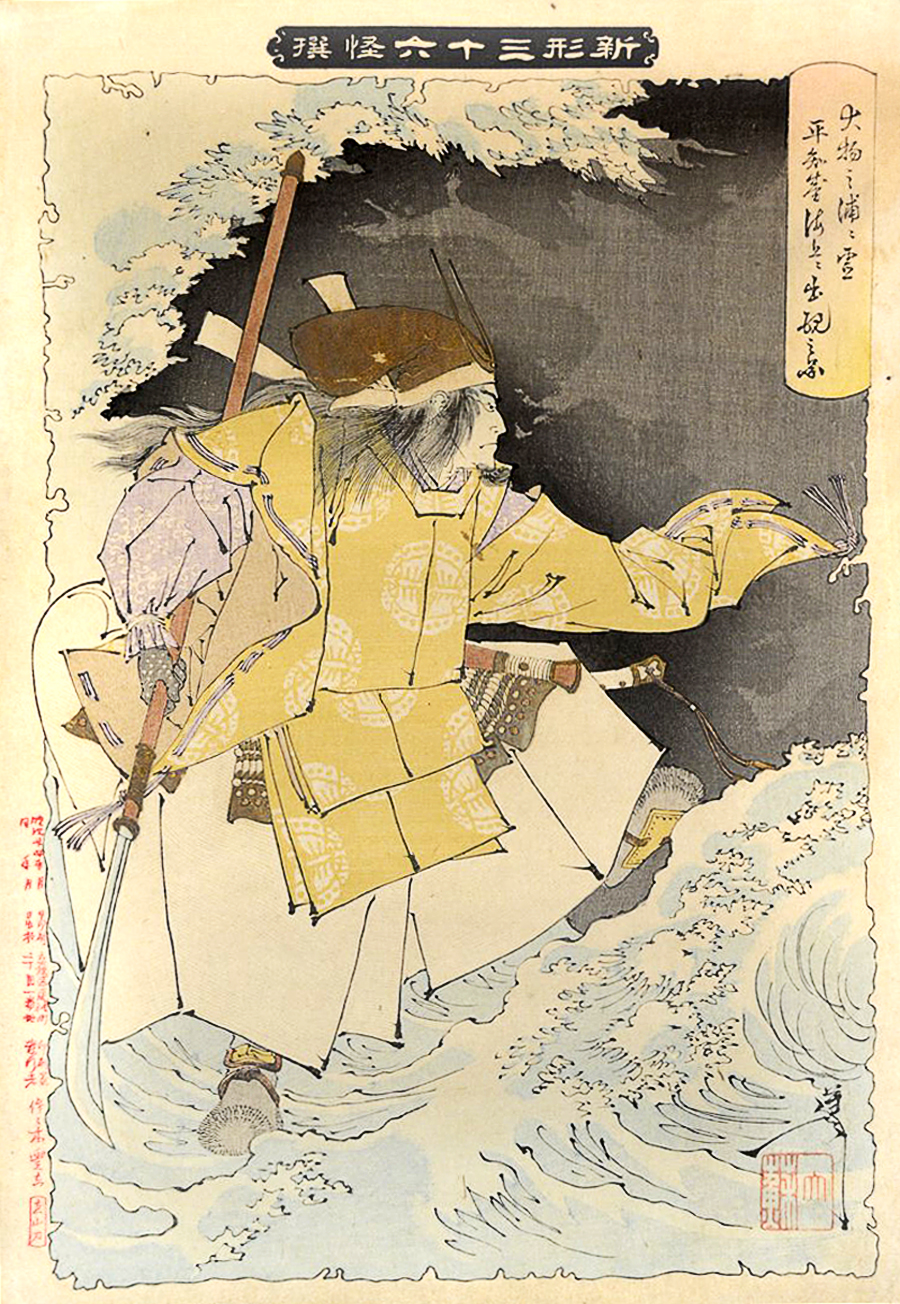
『大物之浦ニ霊平知盛海上に出現之図』（月岡芳年『新形三十六怪撰』）

『船弁慶』（ふなべんけい）は、『平家物語』、『吾妻鏡』などに取材した能楽作品。表記は「舟弁慶」（また旧字で「船辯慶」、「舟辯慶」）とも。作者はほぼ観世小次郎信光と比定されている。源義経、武蔵坊弁慶、静御前、平知盛を主たる登場人物とし、前半と後半でシテの演じる役柄がまったく異なるなど、華やかで劇的な構成が特徴である。この記事では合わせて派生作品についても記述する。

## 作品構成
源義経が平氏を討伐したのち、頼朝に疑われて西国に落ちるところからこの能ははじまる。前段は義経の愛人静御前と義経の哀切な別れ、後段では平知盛の霊が海上で義経主従を悩ます劇的な場面で構成されている。シテ方は静御前と知盛の霊というまったく異なったキャラクターを一つの能の前半、後半で演じ分けなければならない。なお義経役は子方（子供の能役者）が演じる。また土地の漁師役の狂言方（間狂言）が、終始重要な役柄を演じることも特徴。この形式は「アシライ間（アイ）」といわれている。

### 前段
- 子方 - 源義経
- ワキ - 武蔵坊弁慶（ワキツレ 義経の従者三人）
- アイ - 大物浦の漁師
- 前シテ - 静御前

義経とともに登場した弁慶が、義経が頼朝にうとまれたため西国に下るときめたことを語る。まずは淀川をくだり摂津国尼崎大物浦から船出するという計画である。京の南郊、岩清水をとおって、大物浦までの道行が謡われたあと、目的地の大物に到着、この地に住む漁師に宿と船の用意をたのむ。その宿で、弁慶は静御前を都にかえすよう義経に進言、義経が承知するので、弁慶は静のいる別の旅宿にむかう。静は「おもいもよらぬおおせ」と断り、義経に会いにいくという。弁慶はしかたなく静を伴って義経の宿に帰ってくる。
義経は、ここまでけなげについてきた静をほめ、都に帰って時節を待てと命じる。静は弁慶の独断かと疑っていたことをわび、弁慶も義経と静の別れにもらい泣きをする。静は次にお会いできるまで命を惜しむと涙を流す。義経は弁慶に命じ静に酌をさせ、別れの酒盛りとなる。静は烏帽子をつけ白拍子の姿で舞をまう。会稽山の故事を謡いつつ、頼朝の疑いが晴れることを願う舞である。義経、弁慶主従をのせるために用意された船はともづなを解き、主従の乗るのを待っている。静はその場から泣きつつ立ち去る。

### 間狂言
- アイ - 大物浦の漁師
- ワキ - 武蔵坊弁慶（ワキツレ 義経の従者三人）
- 子方 - 源義経

船の用意をしていた漁師が登場、義経と静の別れの様子をみて落涙したと語る。弁慶も涙を流したと応じる。ところで内密に船は用意したかと弁慶が問うと、船足の速い船を用意したと漁師は答える。弁慶は、では出発しようという。そこへ義経の従者がきて、義経が風が強いので出発を延期しようといっていると報告する。義経は静との名残をおしんでもうしばらく逗留するつもりだと推量した弁慶は、以前は大風でも戦場で船をだしていた義経が、そのように気弱いことをいっていてはいけない、すぐにでも船を出す、用意せよと漁師に命じる。
船のかたちのつくりものをもってでてきた間狂言、すなわち漁師は、皆さん船にのってくださいという。一同船に乗ると漁師は船をこぎだし、海上をわたる。彼はこぎながら、いずれ義経が都に復帰したおりには、この海の支配をわたしにまかせてくださいと頼む。弁慶が承知すると、忘れないでくれと念をおす。そのようなやりとりをしているうち海が荒れ模様になってくる。

### 後段
- 子方 - 源義経
- ワキ - 武蔵坊弁慶（ワキツレ 義経従者三人）
- 後シテ - 平知盛

武庫山（いまの六甲山）から風が吹き降り、船がだんだん沖合いに流されていくので、従者がこの船にはあやかしがついているのではないかと心配する。そんな不吉なことはいってはならんという漁師との問答のあいだも、波はますます高くなる。弁慶が「あら不思議や海上を見れば、西国に滅びし平家の一門」と声をあげると、義経はいまさらおどろくことではないではないか、悪逆の限りをつくして海に沈んだ平家一門のことだ、たたりをするのはあたりまえだろうと平然といいはなつ。
そこへ長刀をかたげた知盛の霊が橋懸（はしがかり）からあらわれる。義経を海に沈めんとしてあらわれたのだといい、激しい舞を舞う。その時義経少しもさわがず（謡曲原文ママ）刀をぬいて亡霊と切り結ぶ。弁慶は刀ではかなわないでしょうといい、数珠を繰って経文を唱える。祈りの力で悪霊は遠のくものの、またつめよってくる。双方きびしくせめぎあうが弁慶の祈りが功を奏し知盛の霊は引き潮に引かれて遠ざかっていく。

## 派生作品

### 長唄「船弁慶」
別名「勝三郎船弁慶」。2世杵屋勝三郎作曲。吾妻能狂言の演目として作曲された。1870年初演。「安達ヶ原」・「虎狩」と並ぶ杵勝三伝の一つ。詞章は謡曲「船弁慶」の一部文言を省略して用いている。

### 歌舞伎舞踊
松羽目物歌舞伎舞踊。新歌舞伎十八番の一つ。1885年11月、東京・新富座で9世市川団十郎により初演。2世杵屋勝三郎作曲の上記長唄を、河竹黙阿弥が改作したもの。2世杵屋正次郎作曲、初世花柳寿輔振付け。

### その他
上方落語の『船弁慶』は、登場人物が即興で本作品の知盛と弁慶を演じる場面がクライマックスとなっている。